# Rudolf Vomáčka
Rudolf Vomáčka (in der Taufmatrik Womáčka; * 16. April 1847 in Mšeno, deutsch Wemschen, Königreich Böhmen, Kaisertum Österreich; † 12. August 1926 in Prag, Tschechoslowakei) war ein tschechischer leitender Baubeamter, Baumeister und Architekt des Historismus und Denkmalpfleger in Böhmen.

## Leben

### Familie
Rudolf Vomáčka wurde als Sohn des Bürgers und Schuhmachermeisters Ján Womáčka und seiner Ehefrau Barbora geborene Černá, Tochter eines Maurermeisters, in der mittelböhmischen Kleinstadt Mšeno bei Mělník (deutsch Melnik) geboren. Er war verheiratet mit Anna geborene Kutílková (* 4. August 1844; † 17. November 1920), einer Lehrerstochter aus Schützendorf bei Přibyslav (deutsch Primislau).  Seine Söhne Jaroslav und Rudolf (Vincenc) jun. (* 21. Mai 1882 in Leitomischl) waren ebenfalls als Architekten tätig. Er liegt mit seiner Frau auf dem Wolschaner Friedhof in Prag begraben.

### Berufliche Laufbahn
Vomáčka studierte Bauingenieurwesen am Königlich Böhmischen Polytechnischen Institut in Prag, aus dem sich später die Tschechische Technische Universität Prag entwickelte. 1874 wurde er als Baupraktikant zum „Bauadjunkten für den Staatsdienst in Böhmen“ ernannt und trat damit in den öffentlichen Dienst des Königreichs Böhmen ein.
Nach einer Zwischenstation als Adjunkt in Königgrätz und K.k. Bezirksingenieur in Leitomischl wurde er 1889  Baurat bei der Statthalterei in Prag; er war zuletzt Vorsteher der technischen Abteilung für Hochbau mit dem Titel und Charakter eines K.k. Oberbaurats. 1899 wurde er Vizepräses der „Kommission für die Abhaltung der II. Staatsprüfung aus dem Hochbaufache“ der Böhmischen Technischen Hochschule in Prag.
Seit 1900 gehörte Vomáčka der K.k. Zentralkommission für die Erforschung und Erhaltung der Kunst- und historischen Denkmale (der nachmaligen Zentralkommission für Denkmalpflege) mit Sitz in Wien an, deren Mitglieder die Funktion von Konservatoren in den Gebieten der österreichischen Reichshälfte der Donaumonarchie wahrnahmen. Vomáčka war nacheinander zuständig für die Bezirkshauptmannschaften Hořowitz, Kralowitz, Rakonitz und Schlan sowie Kamenitz an der Linde, Mühlhausen,  Pilgram und Tabor. 1902 wurde er als erfahrener Konservator in das Komitee berufen, das die aufgekommenen Widerstände gegen die erfolgte malerische Ausstattung der renovierten Burg Karlštejn untersuchen sollte.
Im Jahr 1911 ließ er sich vom Dienst einstweilen beurlauben, blieb aber weiterhin in zahlreichen Kommissionen und Ausschüssen der Bauplanung und Denkmalpflege sowie als freier Architekt tätig.

## Wirken und Bauwerke
Rudolf Vomáčkas Fachkompetenz und seine berufsbedingten amtlichen Entscheidungsbefugnisse im Planungs- und Genehmigungsprozess von Bauvorhaben machten ihn zu einem einflussreichen Mitgestalter der öffentlichen und sakralen Architektur in Böhmen in den letzten Jahrzehnten der Donaumonarchie.

### Dienstliches Wirken
Bereits während seiner Tätigkeit in Leitomischl war er an der bautechnischen und -historischen Erfassung der evangelischen Kirche in Horní Čermná (deutsch Obertscherma, zeitweilig auch Ober Böhmisch-Rothwasser) im Adlergebirge sowie an der Planung des 1884 vom Maurermeister Ondřej Seifert aus Landskron ausgeführten Neubaus des dazugehörigen Pfarrhauses beteiligt, und er begleitete und kommentierte auch die Planung des Neubaus der 1890 vollendeten evangelischen Kirche in Pusté Rybné bei Zwittau (deutsch Wüst Rybny; heute Pustá Rybná). Schon von Prag aus führte er im Jahr 1897 die Renovierung und „Regotisierung“ der Pfarrkirche Mariä Himmelfahrt in Charvatce bei Leitmeritz durch. Belegt sind auch unmittelbare Einflussnahmen auf die Planung für die evangelische Kirche in Opolany (deutsch Groß Opolan) bei Poděbrady (deutsch Podiebrad) und die bauliche Entwicklung der Kirche St. Martin in Dolní Újezd (deutsch Unteraujesd) bei Zwittau.

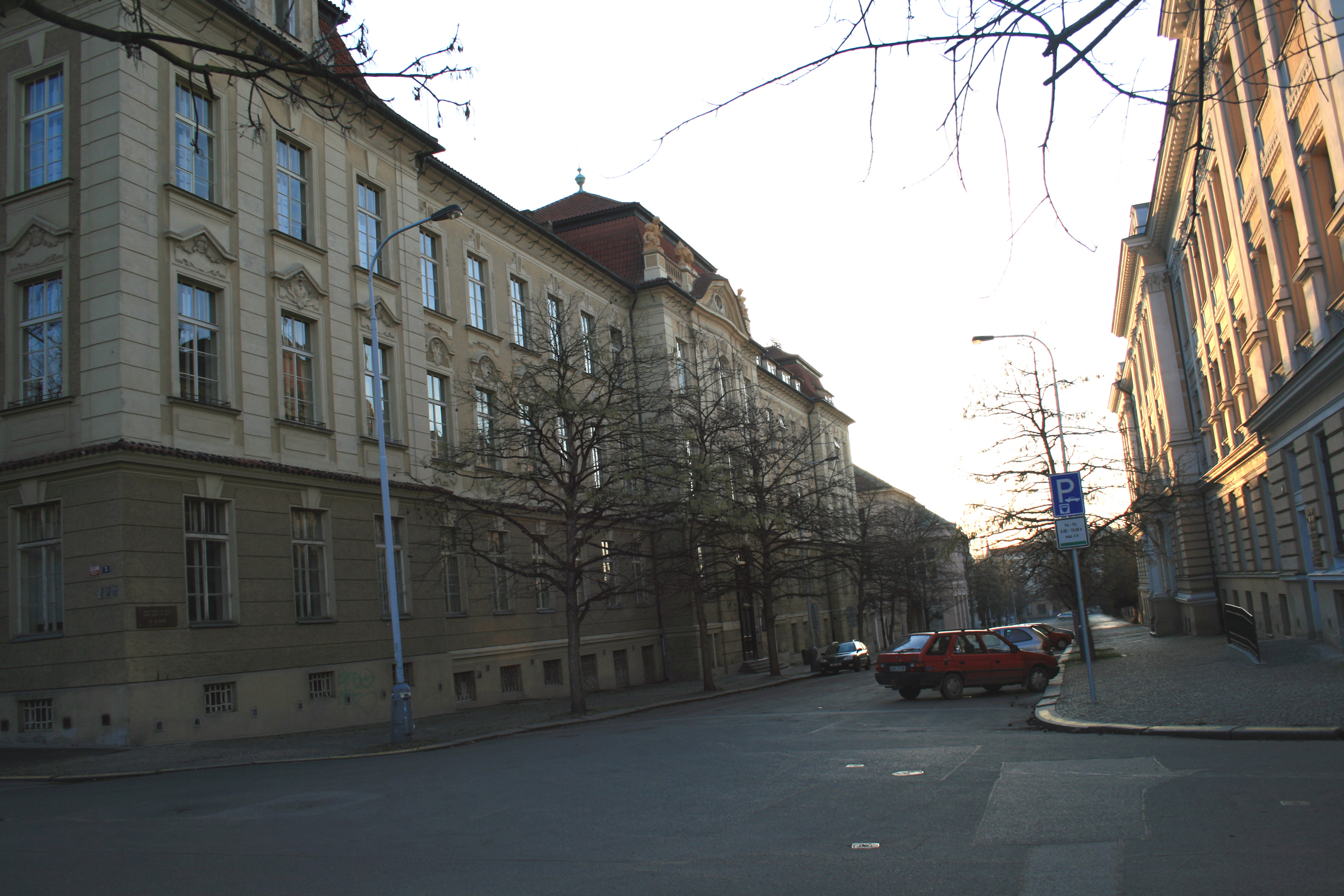
Straßenzug im Universitätsviertel Albertov in Prag

Sichtbar sind Vomáčkas Einflüsse auch in der Stadtentwicklung der Hauptstadt Prag um die Wende zum 20. Jahrhundert, insbesondere mit Blick auf den Ausbau des Campus Albertov in der Prager Neustadt infolge der Teilung der Universität 1882 in eine tschechische und eine deutsche, dessen planerische Gestalt Rudolf Vomáčka (zusammen mit August Kožíška und Bohumil Novotný) wesentlich mitverantwortete. Er plante 1901 die tschechischen und deutschen Anteile des Komplexes (z. B. das „tschechische“ Chemische und Naturwissenschaftliche Institut und das „deutsche“ Physiologische und Hygiene-Institut) in historistischer Interpretation des Vorhabens als Spiegelung des tschechisch-deutschen Schismas in unterschiedlichen Baustilen. Bis zum Ende des Ersten Weltkriegs wurden zwei Drittel der von Vomáčka projektierten Bauvorhaben verwirklicht. Die Kunsthistorikerin Michaela Marek charakterisierte ihn als „Techniker“ und Vertreter einer konservativen Architektur.

### Eigene Bauwerke
Deutlichste Zeugnisse des eigenständigen baumeisterlichen Schaffens von Rudolf Vomáčka sind die Profan- und vor allem die Sakralbauten, die er als Architekt entworfen und errichtet hat. Zu nennen wären hier für die Ersteren beispielhaft das gemeinsam mit Sylvestr Schapka entworfene neobarocke Gebäude der tschechischen Lehrerbildungsanstalt (heute die Základní Škola Kamená Stezka) in Kutná Hora (deutsch Kuttenberg) von 1905–1907, für die Letzteren die neugotischen Kirchen Hl. Erzengel Michael in Oloví (deutsch Bleistadt) bei Falkenau an der Eger von 1901–1902 und St. Prokop in Nýřany (deutsch Nürschan) bei Pilsen von 1903–1904, die neuromanischen Kirchen St. Prokop im Prager Stadtteil Braník von 1900–1904 und Mariä Himmelfahrt in Grunta (deutsch Grund) bei Kutná Hora von 1905–1908 (wohl gemeinsam mit seinem Sohn Jaroslav), schließlich die 1909–1911 gemeinsam mit seinem Sohn Rudolf jun. errichtete neugotische Friedhofskapelle St. Prokop in Charvatce, wo er bereits früher die Pfarrkirche renoviert und umgestaltet hatte (s. oben).
Architektur von Rudolf Vomáčka

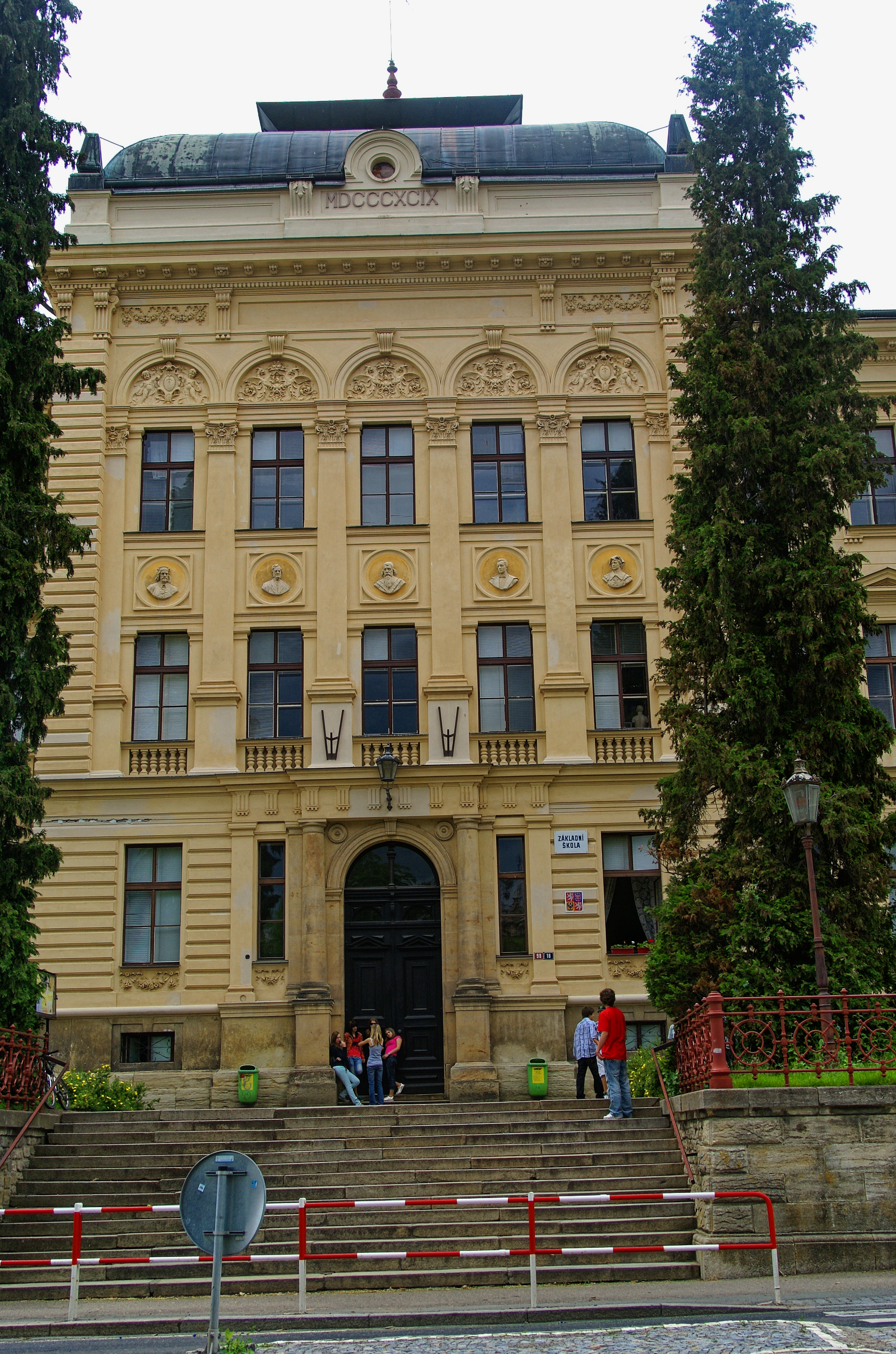
Ehemalige tschechische Lehrerbildungsanstalt in Kutná Hora (Kuttenberg)
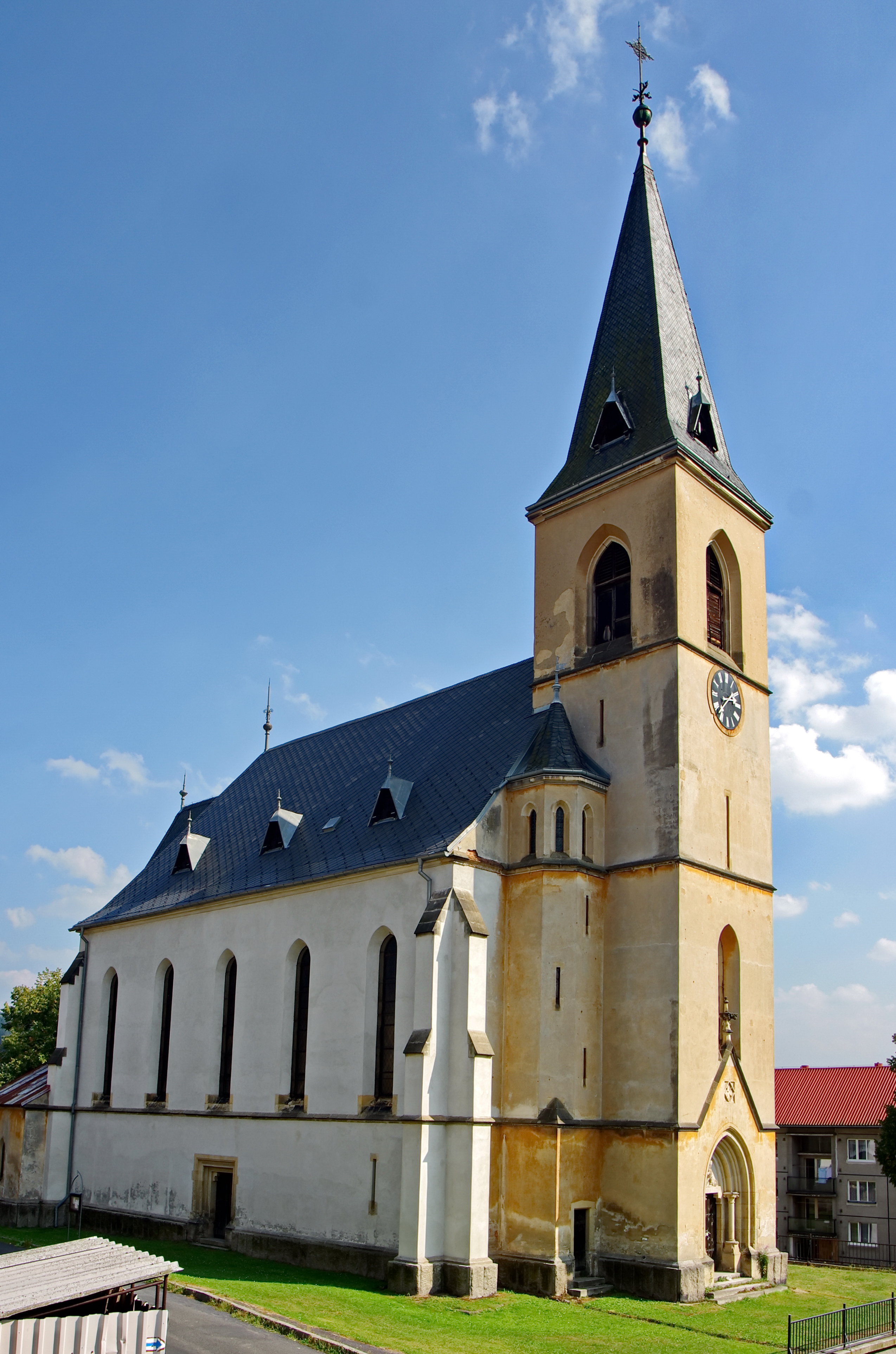
Kirche Hl. Erzengel Michael in Oloví (Bleistadt)
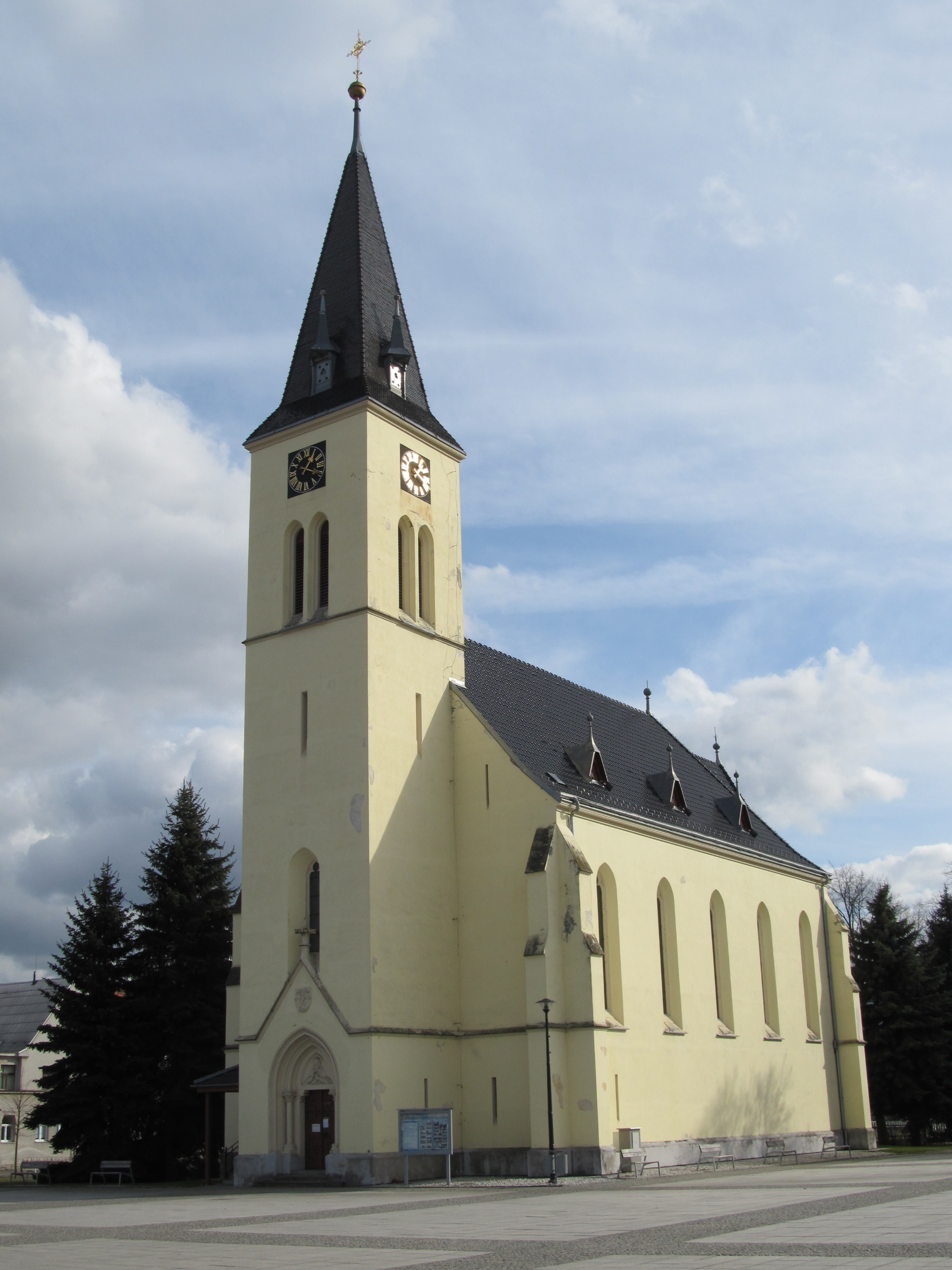
Kirche St. Prokop in Nýřany (Nürschan)
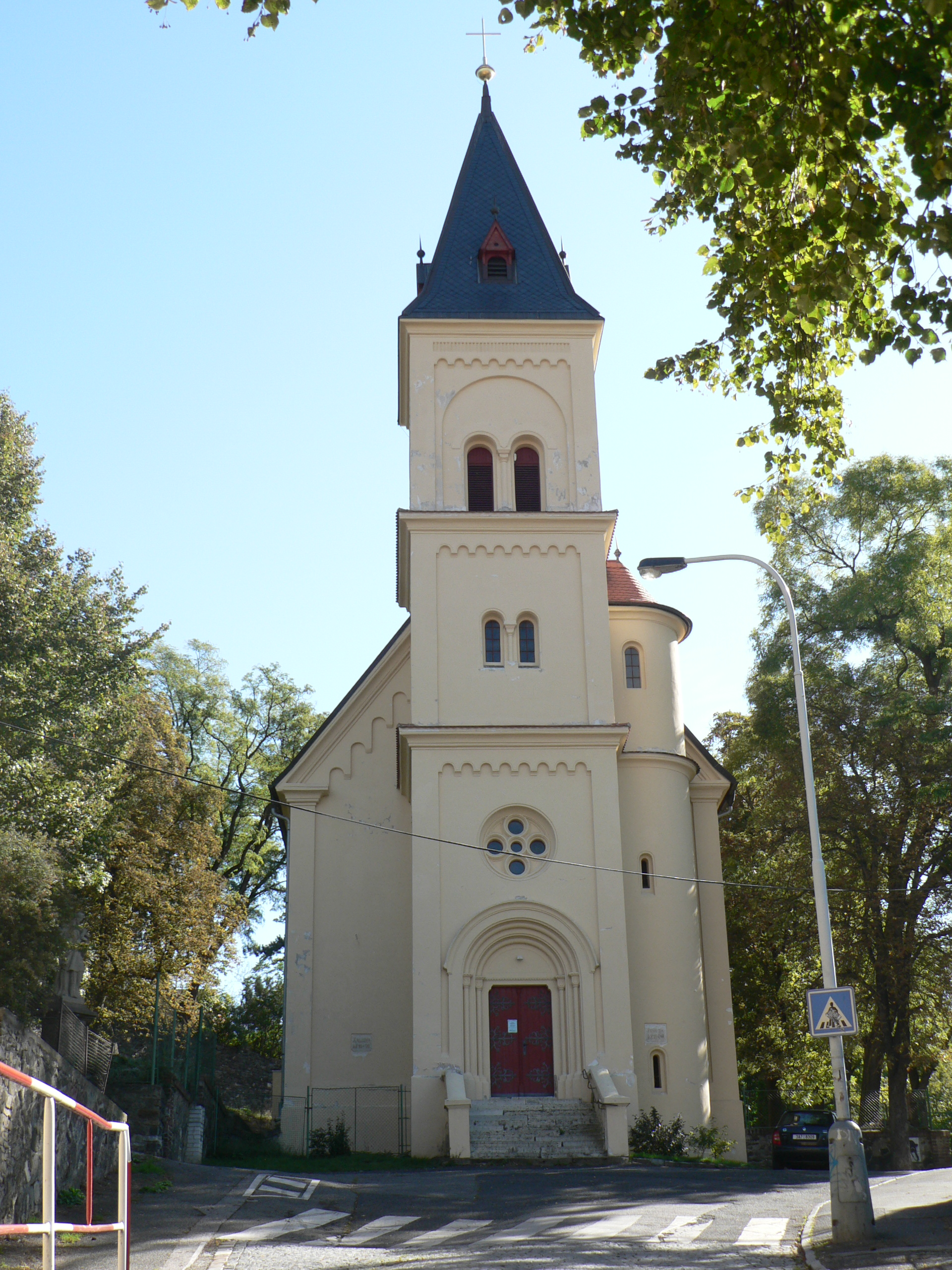
Kirche St. Prokop in Prag-Braník
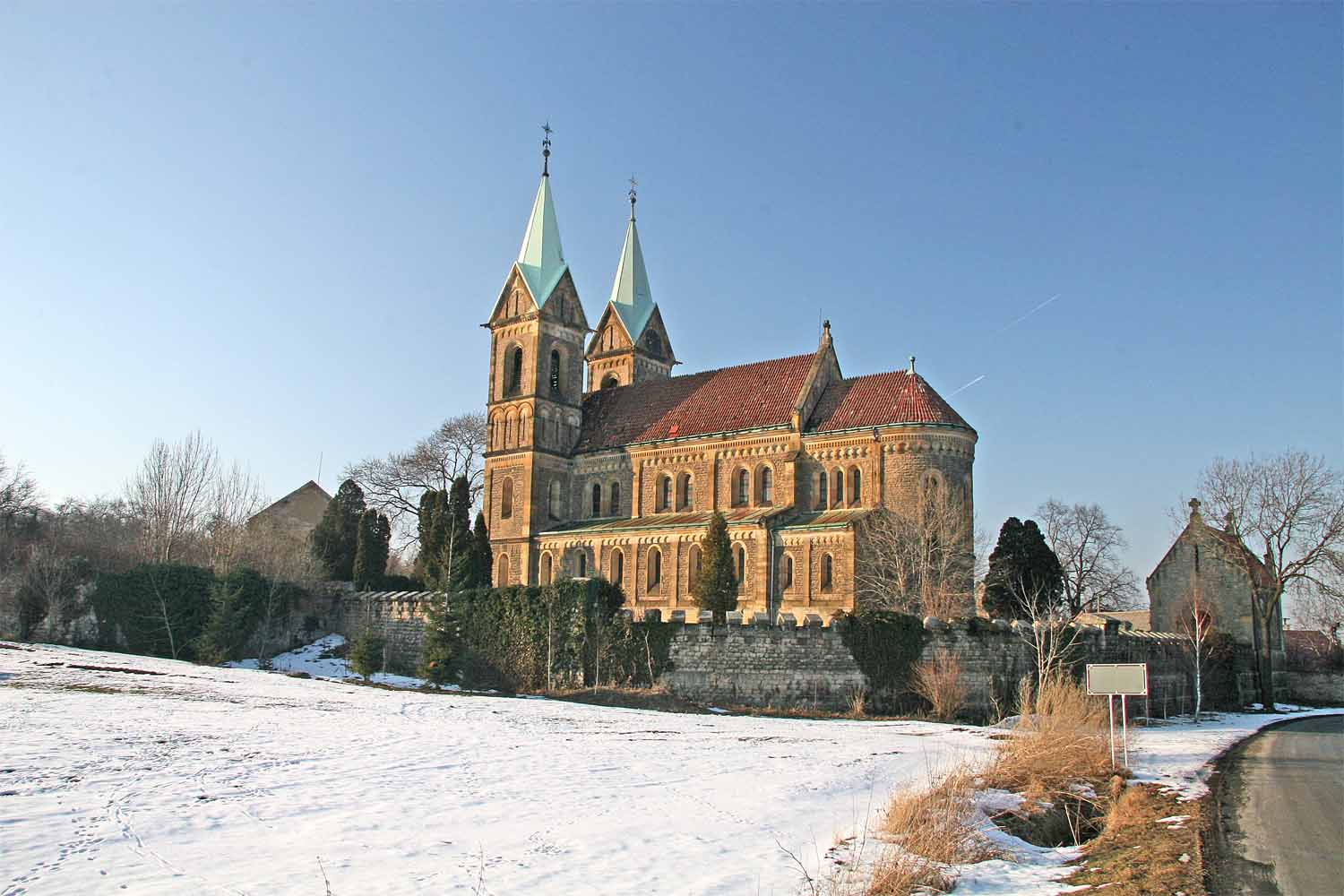
Kirche Mariä Himmelfahrt in Grunta (Grund)
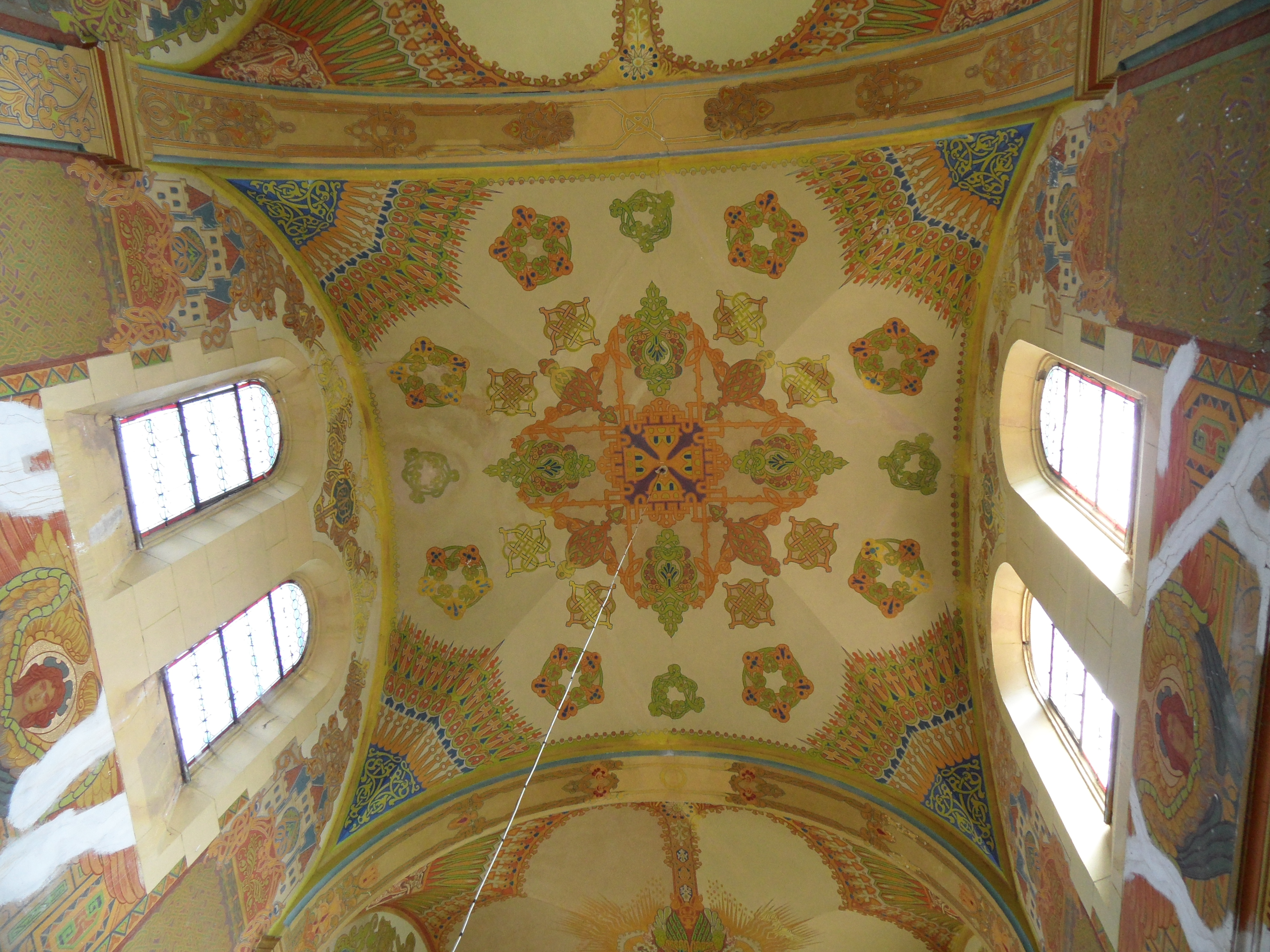
Innenraum der Kirche in Grunta (Jugendstilfresken von František Urban)
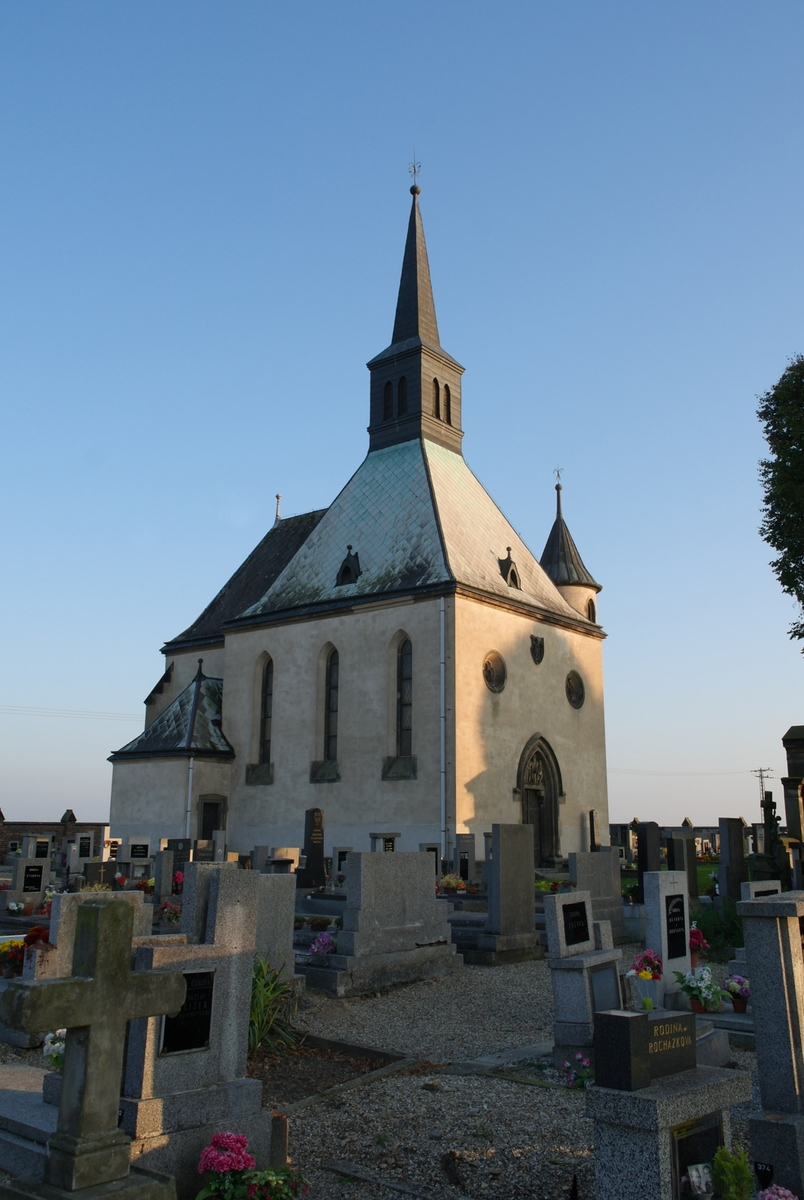
Friedhofskapelle St. Prokop in Charvatce

## Auszeichnungen
- Silbermedaille der Ausstellung der Architektur und des Ingenieurwesens in Prag 1898
- Ritter des Kaiserlich-Österreichischen Franz-Joseph-Ordens